# Pădureni (gmina Jariștea)
Pădureni – wieś w Rumunii, w okręgu Vrancea, w gminie Jariștea. W 2011 roku liczyła 502
mieszkańców